# Adansonia grandidieri
Adansonia grandidieri е вид боабаб от род Adansonia и един от шестте ендемични за рода вида на остров Мадагаскар.
Видът е описан през 1893 година от френския лекар Анри Ернест Байон и е именуван в чест на друг френски ботаник, пътешественик и изследовател на Мадагаскар Алфред Грандиде.

## Разпространение
Видът е най-едрия и разпространен сред мадагаскарските представители на рода. Застрашен е от изчезване. Расте в района на Западен Мадагаскар, основно в района на град Мурундава, езерата Моромбе и Беребока и коритата на пресъхващи реки и водоеми в района.

## Описание
Adansonia grandidieri притежава масивен ствол с височина от 20 – 25 метра, като на горната му част са разположени клоните. Гледано отдалече, дървото наподобява на обърнато с корените нагоре.